# 19119 Dimpna
19119 Dimpna este un asteroid din centura principală de asteroizi.

## Descriere
19119 Dimpna este un asteroid din centura principală de asteroizi. A fost descoperit pe 27 septembrie 1981 la Observatorul de Astrofizică din Crimeea de Liudmila Karacikina. Asteroidul prezintă o orbită caracterizată de o semiaxă mare de 2,42 ua, o excentricitate de 0,23 și o înclinație de 3,8° în raport cu ecliptica.